# Percheziția (film din 1973)
Percheziția (în poloneză Rewizja osobista) este un film dramatic polonez din 1973 regizat de Andrzej Kostenko⁠(d) și Witold Leszczyński⁠(d).

## Rezumat
La începutul anilor 1970 un autoturism Fiat încărcat până la refuz cu diverse mărfuri occidentale ajunge la punctul de trecere a frontierei din sudul Poloniei. Pasagerii mașinii sunt Barbara (Wiesława Mazurkiewicz⁠(d)), fiul ei de paisprezece ani, Piotr (Krzysztof Wowczuk), și o verișoară puțin mai mare, Krystyna (Katarzyna Kaczmarek⁠(d)). Barbara vrea să-și transporte cumpărăturile scumpe în țară, ceea ce nu este deloc ușor.

## Distribuție
- Wiesława Mazurkiewicz⁠(d) — doamna Barbara („Basia”)
- Zdzisław Maklakiewicz — Roman, șeful Biroului Vamal
- Zygmunt Hübner⁠(d) — Jerzy, soțul Basiei
- Katarzyna Kaczmarek⁠(d) — Krystyna, verișoara Basiei
- Tomasz Wowczuk — ofițerul vamal Łukasz („Curuś”)
- Krzysztof Wowczuk — Piotr, fiul în vârstă de 14 ani al Basiei
- Edward Stachura⁠(d) — un turist care se întoarce în Polonia (nemenționat)

## Producție
Filmările au avut loc în anul 1972 în satul de graniță Jeżów Sudecki⁠(d) din apropiere de Jelenia Góra.